# 約翰·史皮爾斯布里
約翰·史皮爾斯布里（英語：John Spilsbury，（1739年—1769年04月3日）），是英國地圖繪製者、雕刻師。同時也是拼圖的發明者。

## 生平
父親湯瑪斯·史皮爾斯布里育有三子，約翰·史皮爾斯布里排行第二，兄長是雕刻師喬納森·史皮爾斯布里，約翰．史皮爾斯布里曾經當過英皇喬治三世皇家繪圖員湯瑪斯·杰弗里斯的學徒。

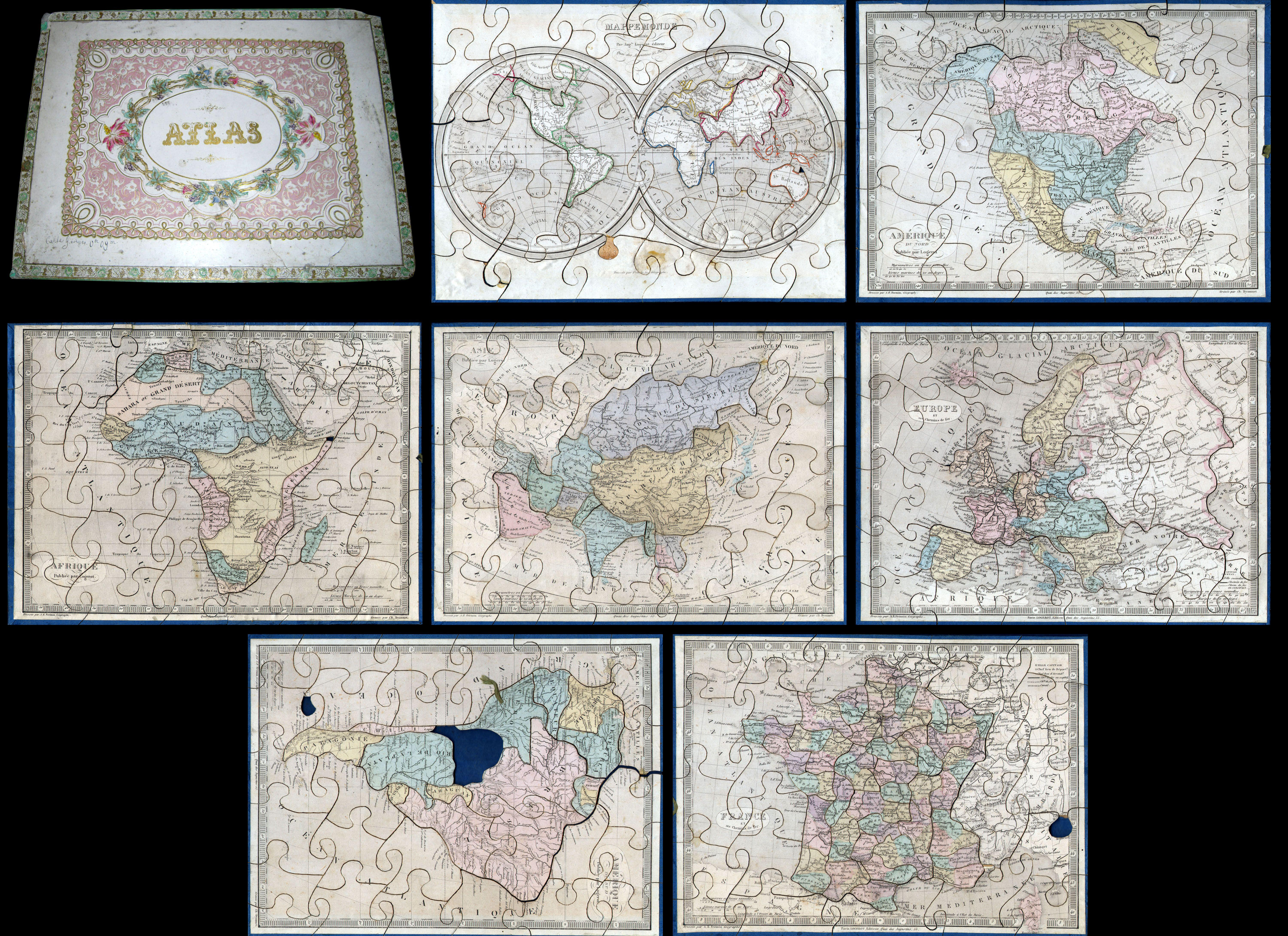
1845所出版的世界地圖拼圖集

約翰·史皮爾斯布里在1767年發明了第一個拼圖作為地理學教學工具：首先先將世界地圖附貼於木板上，然後再將每個國家從木板上刻取出來而成為第一個拼圖。由於嗅到商機，於是創造了8個不同主題的拼圖：世界、歐洲、亞洲、非洲、美洲、英格蘭、威爾斯、愛爾蘭及蘇格蘭地圖。
1761年，約翰·史皮爾斯布里與薩福克郡紐馬基特的莎拉·梅結婚。在約翰·史皮爾斯布里過世後，莎拉·梅接手經營一陣子約翰·史皮爾斯布里遺留的事業；而後，莎拉·梅與曾是約翰·史皮爾斯布里學徒的哈利·阿什比結婚，哈利·阿什比仍繼續販售拼圖。

## 外部連結

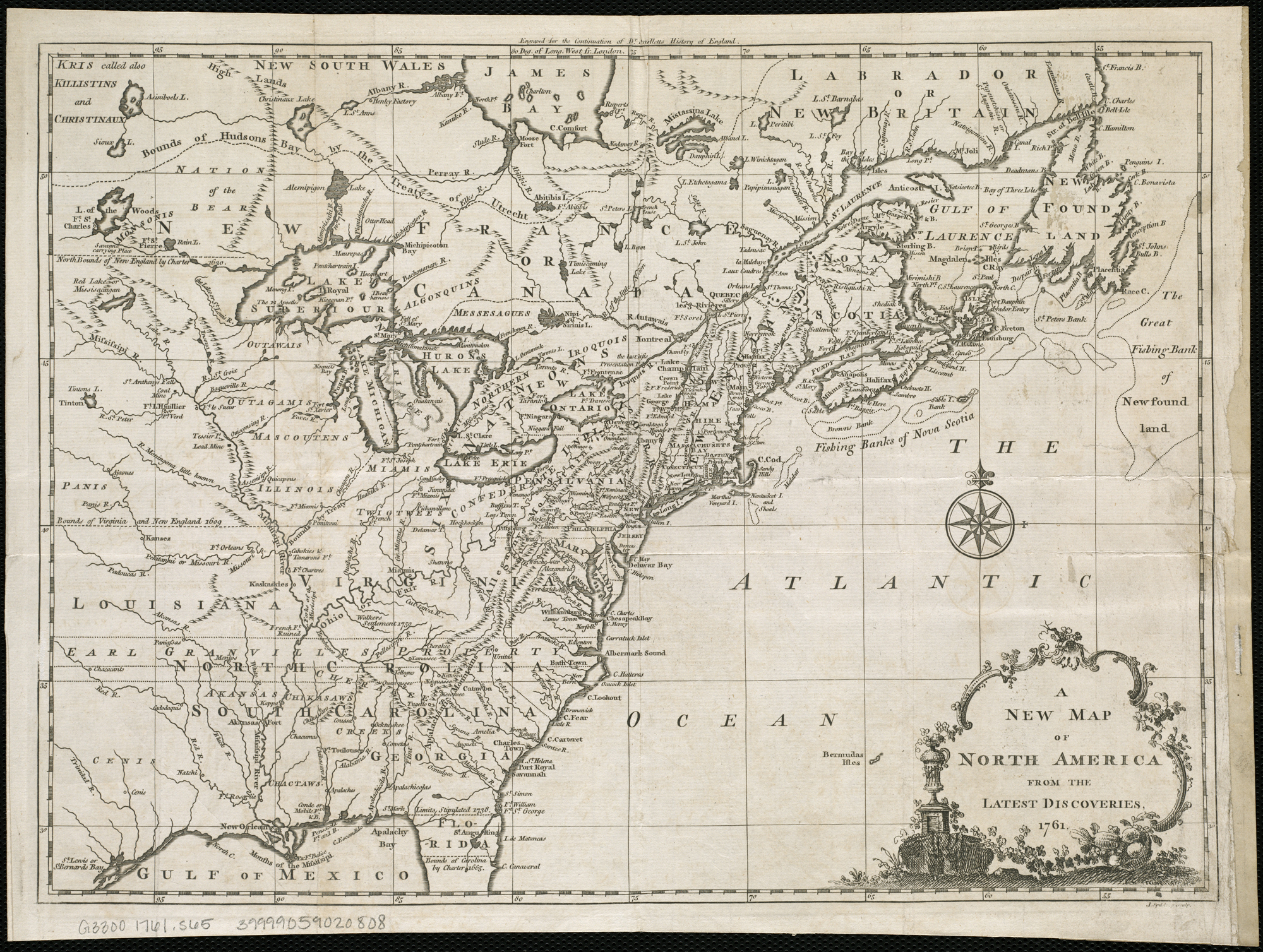
約翰·史皮爾斯布里所繪製的地圖

- （英文）John Spilsbury （页面存档备份，存于） 倫敦國家肖像館
- （英文）Jigsaw puzzle history
- （英文）Jigsaw puzzle, 1766 （页面存档备份，存于）